# David Bittner
David Bittner (* 1977 in Bern) ist ein Schweizer Molekularbiologe, Bärenforscher und Naturfotograf.

## Leben

### Ausbildung und Beruf
David Bittner studierte Biologie an der Universität Bern und promovierte dort 2009 im Fach Zoologie. In seiner Dissertation beschäftigte er sich mit der Evolution der Felchenarten in den drei grossen Berner Seen. Unter anderem beobachtete und untersuchte er dabei auch Deformationen der Geschlechtsorgane der Felchen im Thunersee. 2010 wurde er für diese Arbeiten mit dem Berner Umwelt-Forschungspreis ausgezeichnet.
Nach seiner Promotion arbeitete Bittner als wissenschaftlicher Mitarbeiter am Wasserforschungsinstitut Eawag der ETH Zürich und an der Universität Bern. Von 2012 bis 2021 war er für die Fischereiverwaltung des Kantons Aargau tätig. Seit 2021 ist er Geschäftsführer des Schweizerischen Fischereiverbandes.

### Arbeit als Bärenforscher
Als Abenteuertourist kam David Bittner bereits 2002 mit Kodiak- und Küstenbraunbären in Alaska in Kontakt, die er zu seinem persönlichen Forschungsobjekt machte. Mit Geduld, Einfühlungsvermögen und adäquatem Verhalten konnte Bittner das Vertrauen der Bären gewinnen und sie in Foto- und Filmaufnahmen porträtieren. Seitdem ist er regelmäßig nach Alaska gereist, um seine Arbeit fortzusetzen. In Vorträgen, Büchern und Filmen setzt er sich für den Schutz und den Erhalt dieser einzigartigen Tiere ein.
2007 drehte Bittner zusammen mit Jean-Luc Bodmer in Eigenproduktion seinen ersten Film Unter Bären – Leben mit wilden Grizzlies in Alaska. 2011 erschien sein zweiter Film David Bittner – Unter Bären als DVD. Das Material stammte aus einer TV-Dokumentation über Bittners Arbeit mit Bären, die 2009 für Animal Planet und Discovery Channel gedreht und weltweit ausgestrahlt wurde. 2019 hatte der Kinofilm Der Bär in mir Premiere.
2009 erschien Bittners erstes Buch Der Bär – Zwischen Wildnis und Kulturlandschaft im Stämpfli Verlag. 2015 folgte das Buch David Bittner – Unter Bären in Alaska im AT Verlag.
Auch aufgrund seiner Vortragsarbeit und zahlreicher Medienberichte ist Bittner in der Schweiz als Bärenforscher bekannt geworden. In den Jahren 2010 und 2016 hielt er bei Tourneen durch die Deutschschweiz Vorträge über Bären und erreichte dabei mehr als 30.000 Besucher. Das Schweizer Fernsehen sendete mehrmals Filme über Bittner und seine Bären.
Darüber hinaus betreut Bittner seit 2010 Reisen kleiner Gruppen zum Katmai-Nationalpark in Alaska, um den Teilnehmern die Beobachtung der Küstenbraunbären zu ermöglichen.

### Privatleben
Bittner lebt mit seiner Frau und den beiden gemeinsamen Töchtern in Schlossrued (Kanton Aargau).